# بيت الدبش (المحويت)

تعديل مصدري - تعديل

بيت الدبش هي إحدى قرى عزلة الوسط بمديرية المحويت التابعة لمحافظة المحويت، بلغ تعداد سكانها 187 نسمة حسب تعداد اليمن لعام 2004.